# 吉岡伸一
𠮷岡 伸一（よしおか しんいち、1953年4月 - ）は、日本の法学者。専門は民法。岡山大学名誉教授。岡山商科大学法学部教授。弁護士（大阪弁護士会）。

## 人物
研究領域は担保・保証や時効、金融法務、債権管理など。法曹資格のほかに、行政書士、宅地建物取引主任者、秘書検定2級。

## 研究テーマ
- 金融機関の消滅時効管理
- 抵当権・根抵当権の管理
- 消滅時効

## 略歴
- 1953年4月 - 大阪府出身
- 1977年3月 - 京都大学法学部卒業（法学士）
- 1977年4月 - 株式会社大阪銀行（現：近畿大阪銀行）入行
- 1998年3月 - 株式会社大阪銀行退職
- 1998年4月 - 株式会社三和総合研究所入社
- 2003年3月 - 株式会社UFJ総合研究所（旧：三和総合研究所）退職
- 2003年4月- 岡山大学法学部助教授
- 2006年4月 - 岡山大学大学院社会文化科学研究科教授
- 2009年3月 - 弁護士登録（大阪弁護士会）[4]
- 2012年1月-現在 - 弁護士法人中央総合法律事務所入所[5]、客員弁護士。
- 2019年4月 - 定年退官。岡山大学名誉教授[1]
- 2019年4月-現在 - 岡山商科大学法学部教授

## 著書・論文
著書
- 「新金融実務手引シリーズ：融資管理」<共著>（中務嗣治郎監修）ISBN 978-4322108194、金融財政事情研究会、2005年11月
- 「時効管理の実務」<共著>（高木多喜男監修）ISBN 978-4322110296、金融財政事情研究会、2007年8月
- 「現代 家族法実務大系 第3巻 相続Ⅰ」<共著>（野田愛子、梶村太市総編集）ISBN 978-4788270329、新日本法規出版、2008年3月
- 「変わりゆく人と民法」<共著>（宇佐見大司・大島和夫監修）ISBN 978-4842020372、有信堂高文社、2009年11月
- 「取引先の相続と金融法務」<共著、編集代表> ISBN 978-4322116298、金融財政事情研究会、2010年7月
- 「法人保証・法人根保証の法理―その理論と実務」<共著>（椿寿夫編集）ISBN 978-4785718114、商事法務、2010年10月
- 「民法学の現在と近未来」<共著>（田井義信編集）ISBN 978-4589034618、法律文化社、2012年11月

論文
- 「賃料債権に対する抵当権者の物上代位による差押えと当該債権への敷金の充当」金融法務事情1669号（金融財政事情研究会）、2003年3月
- 「根抵当権を有する別除権者が別除権を放棄する場合と根抵当権設定登記の抹消登記の要否」金融法務事情1687号（金融財政事情研究会）、2003年10月
- 「不動産登記の公信力と民法94条2項の関係について」判例タイムズ1134号（判例タイムズ社）、2004年1月
- 「停止条件付集合債権譲渡担保契約等と破産法による否認」金融法務事情1699号（金融財政事情研究会）、2004年2月
- 「差押え等による時効中断およびその取消しの遡及効について」法学会雑誌55巻2号（岡山大学法学会）、2006年1月
- 「民法915条の熟慮期間について」法学会雑誌55巻3･4号（岡山大学法学会）、2006年3月
- 「民法94条2項の類推適用による登記を信じた者の保護について」法学会雑誌59巻1号（岡山大学法学会）、2009年9月
- 「債権譲渡禁止特約についての一考察」法律時報81巻12号（日本評論社）、2009年11月
- 「従業員持ち株会と従業員間の買戻し代金額についての特約」法学会雑誌59巻2号（岡山大学法学会）、2009年12月
- 「債務名義を取得している債権者が仮差押命令を申し立てることの可否」法学会雑誌59巻3・4号（岡山大学法学会）、2010年3月
- 「差押禁止債権の預金債権への転化と禁止属性の承継」法学会60周年記念論文集（岡山大学法学会）、2010年4月
- 「民事再生手続による担保権、特約等の変更(一)」 法学会雑誌60巻1号（岡山大学法学会）1-34頁、2010年8月
- 「民事再生手続による担保権、特約等の変更(二)」 法学会雑誌60巻2号（岡山大学法学会）295-311頁、2010年12月
- 「民事再生手続による担保権、特約等の変更(三)」 法学会雑誌60巻3号（岡山大学法学会）495-516頁、2011年2月
- 「民事再生手続による担保権、特約等の変更(四)」 法学会雑誌60巻4号（岡山大学法学会）613-636頁、2011年3月
- 「民事再生手続による担保権、特約等の変更(五)」 法学会雑誌61巻2号（岡山大学法学会）217-245頁、2011年12月
- 「民事再生手続による担保権、特約等の変更(六)」 法学会雑誌61巻4号（岡山大学法学会）695-706頁、2012年3月
- 「民事再生手続による担保権、特約等の変更(七-完)」 法学会雑誌66巻2号（岡山大学法学会）465-498頁、2016年12月
- 「債権差押命令申立書に記載した債権額と配当時の請求金額」NBL948号（商事法務）、2011年3月
- 「連帯保証人間の求償関係について」法学会雑誌61巻1号（岡山大学法学会）、2011年8月
- 「預金債権差押え申立ての際の「特定」の要件」龍谷法学44巻4号（龍谷法学編集委員会）、2012年3月
- 「借地上の建物を担保取得する際の地主の念書の効力」法律時報85巻1号（日本評論社）、2013年1月
- 「児童手当が預金債権へ転化した場合の差押禁止属性の承継」銀行法務21-768号（経済法令研究会）、2014年2月
- 「弁護士会照会への回答義務」法学会雑誌64巻3・4号（岡山大学法学会）、2015年3月
- 「建築協力金と賃料債権との相殺契約、およびその後の法的整理手続開始決定の影響」NBL1064号（商事法務）、2015年12月
- 「事前求償権による仮差押えと事後求償権の時効中断」法学会雑誌65巻3・4号（岡山大学法学会）、2016年3月
- 「主債務会社の破産と抵当権の消滅時効」法学会雑誌66巻3・4号（岡山大学法学会）、2017年3月
- 「将来債権の譲渡と譲渡禁止特約についての一考察(上)」銀行法務21-821号（経済法令研究会）、2017年11月
- 「将来債権の譲渡と譲渡禁止特約についての一考察(下)」銀行法務21-822号（経済法令研究会）、2017年12月
- 吉岡伸一「根保証契約と信義則による制限」『岡山大学法学会雑誌』第67巻第2号、岡山大学法学会、2017年12月、181-212頁、ISSN 0386-3050、NAID 120006375005。
- 吉岡伸一「外為取引における動産の譲渡担保権の利用」『岡山大学法学会雑誌』第67巻3・4、岡山大学法学会、2018年3月、409-430頁、ISSN 0386-3050、NAID 120006416123。
- 吉岡伸一「判例研究 不動産は、商法五二一条が商人間の留置権目的物として定める「物」に当たるのか? : 最一小判平成二九年一二月一四日を中心に」『岡山大学法学会雑誌』第68巻第2号、岡山大学法学会、2018年12月、231-247頁、ISSN 0386-3050、NAID 120006547370。

その他（判例評釈等）
- 「車金融業者による所有権留保自動車の担保取得と不法行為」私法判例リマークス25号（日本評論社）、2002年7月
- 「弁済供託における供託金取戻請求権の消滅時効の起算点」判例タイムズ1089号（判例タイムズ社）、2002年7月
- 「抵当権の物上代位の目的となる債権に対する転付命令の効力」判例タイムズ1105号（判例タイムズ社）、2003年1月
- 「同一の被保全債権に基づく異なる目的物への仮差押の申立て」金融法務事情1677号（金融財政事情研究会）、2003年6月
- 「代理店・管理者等が預かる預金の帰属について」判例タイムズ1123号（判例タイムズ社）、2003年9月
- 「抵当権の物上代位の目的となる債権に対する転付命令の効力」金融法務事情1684号［金融判例研究13号］（金融財政事情研究会）、2003年9月
- 「主債務者破産の場合における保証債務履行請求権の時効管理」銀行法務21-623号（経済法令研究会）、2003年10月
- 「長期借入人が抵当権の被担保債権を負う場合と引渡命令」金融法務事情1689号（金融財政事情研究会）、2003年10月
- 「空リース・空クレジット等に関する保証契約と要素の錯誤について」法律時報76巻7号（日本評論社）、2004年6月
- 「差押禁止債権が預金債権に転化したときの強制執行、相殺の可否」判例タイムズ1157号（判例タイムズ社）、2004年11月
- 「盗取通帳による預金の払戻と銀行の注意義務」私法判例リマークス30号（日本評論社）、2005年2月
- 「誤振込された預金について銀行が受取人に対する貸付債権をもって相殺することの可否」判例タイムズ1168号（判例タイムズ社）、2005年3月
- 「取得時効と抵当権の消滅」金融法務事情1745号（金融財政事情研究会）、2005年7月
- 「敷金への質権設定・承諾と返還請求の相手方」判例タイムズ1188号（判例タイムズ社）、2005年11月
- 「不渡異議申立預託金の供託義務」判例タイムズ1199号（判例タイムズ社）、2006年3月
- 「質権の設定されて敷金返還請求権についての破産管財人と賃貸人の未払い賃料の充当合意の可否」NBL828号（商事法務研究会）、2006年4月
- 「同順位の設定のある根抵当権につき実行の際に申し立てた債権額が請求債権額ではなく配当を要求する額であると認められた例」金融法務事情1773号（金融財政事情研究会）、2006年6月
- 「破産者が自由財産の中から任意弁済することの可否」判例タイムズ1216号（判例タイムズ社）、2006年10月
- 「先日付振込み依頼後に債権差押えを受けた場合の組戻し手続の要否」判例タイムズ1222号（判例タイムズ社）、2006年12月
- 吉岡伸一「金融機関の役職員の融資決裁における責任」『岡山大學法學會雜誌』第56巻3・4、岡山大学法学会、2007年3月、890-870頁、ISSN 0386-3050、NAID 40015435068。
- 「銀行員に建築基準法にかかる説明義務違反があるとされた事例」銀行法務21-671号（経済法令研究会）、2007年3月
- 「物上保証人所有不動産に対する競売開始決定正本の債務者への送達と時効中断」判例タイムズ1232号（判例タイムズ社）、2007年4月
- 「融資と建物建築とが一体になった土地購入を勧誘する建築会社担当者の説明義務」私法判例リマークス35号（日本評論社）、2007年7月
- 「抵当土地上に抵当権設定後建築された建物の賃借人は、土地抵当権者に対抗することができるか」金融法務事情1815号（金融財政事情研究会）、2007年10月
- 「最高裁『文書提出命令』判決に見る金融機関の守秘義務」ファイナンシャルコンプライアンス2008年7月号（銀行研修社）、2008年6月
- 「定額郵便貯金につき共同相続人の一人からの自己の相続分請求が認められなかった事例」金融法務事情1845号（金融財政事情研究会）、2008年9月
- 「いわゆる事前求償権の消滅時効の進行」金融法務事情1854号（金融財政事情研究会）、2008年12月
- 吉岡伸一「判例研究 寺名義の預金の帰属が争われた事例:さいたま地判平成19.11.16判例時報2007号79頁」『岡山大学法学会雑誌』第58巻第3号、岡山大学法学会、2009年2月、391-405頁、ISSN 03863050、NAID 40016618108。
- 吉岡伸一「判例研究 夜間金庫に投入された金銭の預金成立時期[大阪高裁平成20.5.29判決]」『岡山大学法学会雑誌』第58巻第4号、岡山大学法学会、2009年3月、521-527頁、ISSN 03863050、NAID 40016618112。
- 「文書提出命令と金融機関の守秘義務」ファイナンシャルコンプライアンス2009年5月号（銀行研修社）、2009年4月
- 「共同相続人の一人からの預金取引経過開示請求について」銀行法務21-708号（経済法令研究会）、2009年10月
- 「取立委任手形の譲渡担保手形への変更と手形債権の移転時期」法学会雑誌59巻2号（岡山大学法学会）、2009年12月
- 「包括根保証契約における保証債務の求償範囲」金融・商事判例1336号（経済法令研究会）、2010年3月
- 「債務名義を取得している債権者が仮差押命令を申し立てることの可否」法学会雑誌59巻3・4号（岡山大学法学会）、2010年3月
- 「債権者の受領拒絶と供託①および②」民法判例プラクティス第二巻（信山社）、2010年6月
- 「四国銀行事件」法学会雑誌60巻2号（岡山大学法学会）369-390頁、2010年12月
- 「定額郵便貯金債権が遺産に属することの確認を求める訴えの確認の利益の有無」金融判例研究21号（金融財政事情研究会）、2011年9月
- 「『相続させる』遺言と代襲相続」銀行法務21第737号（経済法令研究会）、2011年11月
- 「主債務者破産の場合における保証債務履行請求権の時効管理」法学会雑誌61巻3号（岡山大学法学会）455-466頁、2012年2月
- 「預金契約解約後における取引経過開示義務と実務」銀行実務635号（銀行研修社）、2012年3月
- 「銀行の預金の払戻拒絶によるトラブルと実務上の留意点」銀行実務643号（銀行研修社）、2012年11月
- 「会社から取立委任を受けた約束手形につき商事留置権を有する銀行が、同会社の再生手続開始後の取立て金で弁済充当することの可否」私法判例リマークス46号(日本評論社）、2013年2月
- 「巻頭言：反社会的勢力への融資と信用保証協会保証」銀行法務21-766号（経済法令研究会）、2013年12月
- 「土壌汚染と瑕疵担保責任」法学会雑誌63巻2号（岡山大学法学会）、2013年12月
- 「銀行と顧客との間で金利スワップ取引契約をするに際しての銀行の説明義務違反の有無」私法判例リマークス48号（日本評論社）、2014年2月
- 「明示的一部請求の訴えによる時効中断効」銀行法務21-772号（経済法令研究会）、2014年5月
- 「担保物件の滅失と保全・回収」銀行実務665号（銀行研修社）、2014年10月
- 「保証人が主債務者を単独相続した場合の弁済と消滅時効の中断」法学会雑誌64巻2号（岡山大学法学会）、2014年12月
- 「相続預貯金の払戻し」JA金融法務537号（経済法令研究会）、2015年10月
- 「民法915条の熟慮期間の起算点に関する最近の2つの裁判例」法学会雑誌65巻2号（岡山大学法学会）、2015年12月
- 「非公開会社の株式を民法906条に基づき単独相続させた事例」私法判例リマークス52号（日本評論社）、2016年2月
- 「主たる債務者に対する求償権の行使が、共同保証人に対する求償権の時効をも中断するか？」法学会雑誌66巻1号（岡山大学法学会）、2016年8月
- 「弁護士会照会をめぐる裁判例と最高裁平成28年10月18日判決の与える影響」銀行法務21-809号（経済法令研究会）、2017年1月
- 「共同相続した預貯金債権は遺産分割の対象に」自由と正義68巻7号（日本弁護士連合会）、2017年7月
- 「滞納処分による差押えがなされた後に設定された賃借権は買受人に対抗することができるか否か」法学会雑誌69巻1号（岡山大学法学会）、2019年8月
- 「信用保証協会と金融機関との間で代位弁済等につき係争した最近の二事例」法学会雑誌69巻1号（岡山大学法学会）、2019年8月

その他の研究活動
- 「担保・執行法制の改正と金融実務への影響」JA金融法務383号（経済法令研究会）2003年11月
- 「新不動産登記法と実務対応：金融機関の対応策」金融法務事情1732号（金融財政事情研究会） 2005年3月
- 「保証制度の見直しに関する民法の一部改正法について」銀行法務21第646号（経済法令研究会） 2005年5月
- 「必携 金融機関のコンプライアンス 業務編Ⅱ」<共著>（中村裕昭監修）金融財政事情研究会 2006年3月
- 「意見書:『損害賠償請求事件について』」 2006年8月
- 「ケーススタディ 営業店のクレーム・トラブル対策」<共著>（金融財政事情研究会編）金融財政事情研究会 2006年11月
- 『企業法務判例ケーススタディ300』<共著>（関沢正彦、濱田広道監修）金融財政事情研究会 2007年10月
- 『銀行窓口の法務対策3800講［Ⅲ巻］担保・保証・担保権の実行編』<共著>（五味廣文、中務嗣治郎、神田秀樹、川田悦男監修）金融財政事情研究会 2009年7月
- 『銀行法務実務資料集：改訂版』<単著>（協力：渡辺博己） 2009年9月
- 「意見書：『転貸借における敷金返還請求権の発生時期について』」 2013年3月
- 「銀行窓口の法務対策4500講［Ⅲ巻］担保・保証・担保権の実行編」<共著>（五味廣文、中務嗣治郎、神田秀樹、川田悦男監修）金融財政事情研究会 2013年6月

学会報告
- 「シンポジウム：民法（債権関係）改正について――債権総論部分」中四国法政学会 平成29年度例会 民事法部会、2017年10月

## 所属学会
- 金融法学会
- 日本私法学会
- 信託法学会

## 役職
- NPO法人岡山企業法務研究会理事
- NPO法人消費者ネットおかやま理事
- 岡山金融取引研究会監事